# Listă de filme de aventură din anii 1980
Aceasta este o listă de filme de aventură din anii 1980:
| 1980                                                |                                         |                                                               |                                                                                            |                                                   |
| Battle Beyond the Stars                             | Jimmy T. Murakami                       | Richard Thomas, Robert Vaughn, George Peppard                 | Statele Unite ale Americii                                                                 | Space adventure                                   |
| The Blue Lagoon                                     | Randal Kleiser                          | Brooke Shields, Christopher Atkins, Leo McKern                | Statele Unite ale Americii                                                                 | Romantic adventure                                |
| The Earthling                                       | Peter Collinson                         | William Holden, Rick Schroder, Jack Thompson                  | Australia · Statele Unite ale Americii                                                     | [ 3 ]                                             |
| Flash Gordon                                        | Mike Hodges                             | Sam J. Jones, Melody Anderson, Topol                          | Regatul Unit al Marii Britanii și al Irlandei de Nord · Statele Unite ale Americii         | Space adventure                                   |
| The Empire Strikes Back                             | Irvin Kershner                          | Mark Hamill, Harrison Ford, Carrie Fisher                     | Statele Unite ale Americii                                                                 | Space adventure                                   |
| The Gods Must Be Crazy                              | Jamie Uys                               | Marius Weyers, Sandra Prinsloo, N!xau                         | Africa de Sud · Botswana                                                                   | Adventure comedy                                  |
| Herbie Goes Bananas                                 | Vincent McEveety                        | Cloris Leachman, Charles Martin Smith, Harvey Korman          | Statele Unite ale Americii                                                                 | Family-oriented adventure                         |
| The Last Flight of Noah's Ark                       | Charles Jarrott                         | Elliott Gould, Geneviève Bujold, Rick Schroder                | Statele Unite ale Americii                                                                 | [ 8 ]                                             |
| On a volé la cuisse de Jupiter                      | Philippe de Broca                       | Philippe Noiret, Catherine Alric, Francis Perrin              | Franța                                                                                     | Adventure comedy                                  |
| 1981                                                |                                         |                                                               |                                                                                            |                                                   |
| Das Boot                                            | Wolfgang Petersen                       | Jürgen Prochnow, Herbert Gronemeyer, Klaus Wennemann          | Germania de Vest                                                                           | Sea adventure                                     |
| La Chèvre                                           | Francis Veber                           | Pierre Richard, Gérard Depardieu, Corynne Charbit             | Franța                                                                                     | Adventure comedy                                  |
| Clash of the Titans                                 | Desmond Davis                           | Laurence Olivier, Harry Hamlin, Claire Bloom                  | Regatul Unit al Marii Britanii și al Irlandei de Nord · Statele Unite ale Americii         | Fantasy adventure                                 |
| Dragonslayer                                        | Matthew Robbins                         | Peter MacNicol, Caitlin Clarke, Ralph Richardson              | Regatul Unit al Marii Britanii și al Irlandei de Nord                                      | Fantasy adventure                                 |
| Excalibur                                           | John Boorman                            | Nigel Terry, Nicol Williamson, Nicholas Clay                  | Statele Unite ale Americii                                                                 | Fantasy adventure                                 |
| The Fox and the Hound                               | Ted Berman, Art Stevens, David Michener |                                                               | Statele Unite ale Americii                                                                 | Family-oriented adventure                         |
| Heavy Metal                                         | Gerald Potterton                        |                                                               | Canada · Statele Unite ale Americii                                                        | Fantasy adventure                                 |
| High Risk                                           | Stewart Raffill                         | James Brolin, Cleavon Little, Bruce Davison                   | Statele Unite ale Americii                                                                 | Adventure comedy                                  |
| Quest for Fire                                      | Jean-Jacques Annaud                     | Everett McGill, Rae Dawn Chong, Ron Perlman                   | Franța · Canada                                                                            | [ 18 ]                                            |
| Race for the Yankee Zephyr                          | David Hemmings                          | Dennis Hunt, Donald Pleasence, George Peppard                 | Australia · Noua Zeelandă                                                                  | [ 19 ]                                            |
| Raiders of the Lost Ark                             | Steven Spielberg                        | Harrison Ford, Karen Allen, Denholm Elliott                   | Statele Unite ale Americii                                                                 | [ 20 ]                                            |
| Roar                                                | Noel Marshall                           | Tippi Hedren, Noel Marshall, John Marshall                    | Statele Unite ale Americii                                                                 | [ 21 ]                                            |
| Sphinx                                              | Franklin J. Schaffner                   | Lesley-Anne Down, Frank Langella, Maurice Ronet               | Statele Unite ale Americii                                                                 | [ 22 ]                                            |
| Tarzan, the Ape Man                                 | John Derek                              | Bo Derek, Richard Harris, John Phillip Law                    | Statele Unite ale Americii                                                                 | [ 23 ]                                            |
| Time Bandits                                        | Terry Gilliam                           | John Cleese, Sean Connery, Shelley Duvall                     | Regatul Unit al Marii Britanii și al Irlandei de Nord                                      | Fantasy adventure                                 |
| Zorro, the Gay Blade                                | Peter Medak                             | George Hamilton, Lauren Hutton, Brenda Vaccaro                | Statele Unite ale Americii                                                                 | Adventure comedy                                  |
| 1982                                                |                                         |                                                               |                                                                                            |                                                   |
| L'as des as                                         | Gérard Oury                             | Jean-Paul Belmondo, Marie-France Pisier, Rachid Ferrache      | Germania de Vest · Franța                                                                  | Adventure comedy, war adventure                   |
| The Beastmaster                                     | Don Coscarelli                          | Marc Singer, Tanya Roberts, Rip Torn                          | Statele Unite ale Americii                                                                 | Romantic adventure                                |
| Conan the Barbarian                                 | John Milius                             | Arnold Schwarzenegger, James Earl Jones, Max von Sydow        | Statele Unite ale Americii                                                                 | [ 28 ]                                            |
| The Dark Crystal                                    | Jim Henson, Frank Oz                    | Jim Henson, Kathryn Mullen, Dave Goelz                        | Regatul Unit al Marii Britanii și al Irlandei de Nord                                      | Fantasy adventure                                 |
| Fitzcarraldo                                        | Werner Herzog                           | Klaus Kinski, Jose Lewgoy, Miguel Angel Fuentes               | Germania de Vest                                                                           | Adventure drama                                   |
| The Flight of Dragons                               | Jules Bass, Arthur Rankin, Jr.          |                                                               | Statele Unite ale Americii                                                                 | Television film, Animated film, Fantasy adventure |
| Les Maîtres du temps                                | René Laloux                             |                                                               | Franța · Elveția · Germania de Vest                                                        | [ 32 ]                                            |
| Mother Lode                                         | Charlton Heston                         | Charlton Heston, Nick Mancuso, Kim Basinger                   | Statele Unite ale Americii                                                                 | [ 33 ]                                            |
| Paradise                                            | Stuart Gillard                          | Willie Aames, Phoebe Cates, Richard Curnock                   | Statele Unite ale Americii                                                                 | Romantic adventure                                |
| The Pirate Movie                                    | Ken Annakin                             | Kristy McNichol, Christopher Atkins, Ted Hamilton             | Australia                                                                                  | Romantic adventure                                |
| Star Trek II: The Wrath of Khan                     | Nicholas Meyer                          | William Shatner, Leonard Nimoy, Ricardo Montalban             | Statele Unite ale Americii                                                                 | Space adventure                                   |
| The Sword and the Sorcerer                          | Albert Pyun                             | Lee Horsley, Kathleen Beller, Simon MacCorkindale             | Statele Unite ale Americii                                                                 | Fantasy adventure                                 |
| Treasure of the Four Crowns                         | Ferdinando Baldi                        | Ana Obregon, Gene Quintano, Francisco Rabal                   | Statele Unite ale Americii                                                                 | [ 38 ]                                            |
| 1983                                                |                                         |                                                               |                                                                                            |                                                   |
| Banzaï                                              | Claude Zidi                             | Coluche, Valérie Mairesse, Didier Kaminka                     | Franța                                                                                     | Adventure comedy                                  |
| BMX Bandits                                         | Brian Trenchard-Smith                   | Angelo D'Angelo, James Lugton, Nicole Kidman                  | Australia                                                                                  |                                                   |
| The Black Stallion Returns                          | Robert Dalva                            | Kelly Reno, Vincent Spano, Allen Garfield                     | Statele Unite ale Americii                                                                 | Family-oriented adventure                         |
| Les Compères                                        | Francis Veber                           | Pierre Richard, Gérard Depardieu, Anny Duperey                | Franța                                                                                     | Adventure comedy                                  |
| El Norte                                            | Gregory Nava                            | Zaide Silvia Gutierrez, David Villalpando, Ernesto Gómez Cruz | Statele Unite ale Americii · Mexic                                                         | Adventure drama                                   |
| High Road to China                                  | Brian G. Hutton                         | Tom Selleck, Bess Armstrong, Jack Weston                      | Statele Unite ale Americii                                                                 | Romantic adventure                                |
| The Killing of Satan                                | Efren C. Pinon                          | Cecile Castillo, Charlie Davao                                | Filipine                                                                                   | Fantasy adventure                                 |
| Krull                                               | Peter Yates                             | Ken Marshall, Lysette Anthony, Freddie Jones                  | Statele Unite ale Americii · Regatul Unit al Marii Britanii și al Irlandei de Nord         | [ 45 ]                                            |
| Nate and Hayes                                      | Ferdinand Fairfax                       | Tommy Lee Jones, Michael O'Keefe, Max Phipps                  | Statele Unite ale Americii                                                                 | Sea adventure                                     |
| Never Cry Wolf                                      | Carroll Ballard                         | Charles Martin Smith, Brian Dennehy, Zachary Ittimangnaq      | Statele Unite ale Americii                                                                 | Adventure drama                                   |
| The Pirates of Penzance                             | Wilford Leach                           | Kevin Kline, Angela Lansbury, Linda Ronstadt                  | Statele Unite ale Americii                                                                 | [ 48 ]                                            |
| Return of the Jedi                                  | Richard Marquand                        | Mark Hamill, Harrison Ford, Carrie Fisher                     | Statele Unite ale Americii                                                                 | Space adventure                                   |
| The Wicked Lady                                     | Michael Winner                          | Faye Dunaway, Alan Bates, John Gielgud                        | Regatul Unit al Marii Britanii și al Irlandei de Nord                                      | [ 50 ]                                            |
| Yellowbeard                                         | Mel Damski                              | Graham Chapman, Peter Boyle, Tommy Chong                      | Regatul Unit al Marii Britanii și al Irlandei de Nord                                      | Adventure comedy                                  |
| Zu Warriors from the Magic Mountain                 | Tsui Hark                               | Yuen Biao, Tsui Siu Keung, Sammo Hung                         | [ 52 ]                                                                                     |                                                   |
| 1984                                                |                                         |                                                               |                                                                                            |                                                   |
| The Bounty                                          | Roger Donaldson                         | Mel Gibson, Anthony Hopkins, Laurence Olivier                 | Statele Unite ale Americii                                                                 | Adventure drama                                   |
| Conan the Destroyer                                 | Richard Fleischer                       | Arnold Schwarzenegger, Grace Jones, Wilt Chamberlain          | Statele Unite ale Americii                                                                 | Fantasy adventure                                 |
| Dune                                                | David Lynch                             | Francesca Annis, Leonardo Cimino, Brad Dourif                 | Statele Unite ale Americii                                                                 | Space adventure                                   |
| Greystoke: The Legend of Tarzan, Lord of the Apes   | Hugh Hudson                             | Ralph Richardson, Ian Holm, James Fox                         | Regatul Unit al Marii Britanii și al Irlandei de Nord                                      | Adventure drama                                   |
| Indiana Jones and the Temple of Doom                | Steven Spielberg                        | Harrison Ford, Kate Capshaw, Amrish Puri                      | Statele Unite ale Americii                                                                 | [ 57 ]                                            |
| The Last Starfighter                                | Nick Castle, Jr.                        | Lance Guest, Robert Preston, Dan O'Herlihy                    | Statele Unite ale Americii                                                                 | Space adventure                                   |
| Les Morfalous                                       | Henri Verneuil                          | Jean-Paul Belmondo, Jacques Villeret, Michel Constantin       | Franța                                                                                     | Adventure comedy, war adventure                   |
| The NeverEnding Story                               | Wolfgang Petersen                       | Noah Hathaway, Barret Oliver                                  | Germania de Vest · Regatul Unit al Marii Britanii și al Irlandei de Nord                   | Fantasy adventure                                 |
| The Perils of Gwendoline in the Land of the Yik-Yak | Just Jaeckin                            | Tawny Kitaen, Brent Huff, Zabou                               | Franța                                                                                     | Adventure comedy                                  |
| Romancing the Stone                                 | Robert Zemeckis                         | Michael Douglas, Kathleen Turner, Danny DeVito                | Statele Unite ale Americii                                                                 | Adventure comedy                                  |
| Star Trek III: The Search for Spock                 | Leonard Nimoy                           | William Shatner, DeForest Kelley, Christopher Lloyd           | Statele Unite ale Americii                                                                 | Space adventure                                   |
| The Warrior and the Sorceress                       | John C. Broderick                       | David Carradine, Luke Askew, Maria Socas                      | Statele Unite ale Americii                                                                 | [ 64 ]                                            |
| Wheels on Meals                                     | Sammo Hung                              | Jackie Chan, Yuen Biao, Sammo Hung                            | Hong Kong                                                                                  | Adventure comedy                                  |
| Yellow Hair and the Fortress of Gold                | Matt Cimber                             | Laurene Landon, Ken Roberson, Luis Lorenzo                    | Spania                                                                                     | Adventure drama                                   |
| 1985                                                |                                         |                                                               |                                                                                            |                                                   |
| The Aviator                                         | George Miller                           | Christopher Reeve, Rosanna Arquette, Jack Warden              | Statele Unite ale Americii                                                                 | Romantic adventure, adventure drama               |
| Back to the Future                                  | Robert Zemeckis                         | Michael J. Fox, Christopher Lloyd, Lea Thompson               | Statele Unite ale Americii                                                                 | Science fiction adventure                         |
| Barbarian Queen                                     | Hector Olivera                          | Lana Clarkson, Dawn Dunlap, Susana Traverso                   | Statele Unite ale Americii · Argentina                                                     | [ 69 ]                                            |
| Burke & Wills                                       | Graeme Clifford                         | Jack Thompson, Nigel Havers, Greta Scacch                     | Australia                                                                                  | Adventure drama                                   |
| Ça N'arrive Qu'a Moi                                | Francis Perrin                          | Francis Perrin, Véronique Genest, Bernard Blier               | Franța                                                                                     | Adventure comedy                                  |
| The Emerald Forest                                  | John Boorman                            | Powers Boothe, Meg Foster, Charley Boorman                    | Regatul Unit al Marii Britanii și al Irlandei de Nord · Statele Unite ale Americii         | Adventure drama                                   |
| Explorers                                           | Joe Dante                               | Ethan Hawke, River Phoenix, Jason Presson                     | Statele Unite ale Americii                                                                 | Space adventure                                   |
| The Goonies                                         | Richard Donner                          | Sean Astin, Josh Brolin, Jeff Cohen                           | Statele Unite ale Americii                                                                 | Adventure comedy                                  |
| The Jewel of the Nile                               | Robert Zemeckis                         | Michael Douglas, Kathleen Turner, Danny DeVito                | Statele Unite ale Americii                                                                 | Adventure comedy                                  |
| The Journey of Natty Gann                           | Jeremy Kagan                            | Meredith Salenger, John Cusack, Ray Wise                      | Statele Unite ale Americii                                                                 | Family-oriented adventure                         |
| King Solomon's Mines                                | J. Lee Thompson                         | Richard Chamberlain, Sharon Stone, Herbert Lom                | Statele Unite ale Americii                                                                 | Romantic adventure                                |
| Ladyhawke                                           | Richard Donner                          | Matthew Broderick, Rutger Hauer, Michelle Pfeiffer            | Statele Unite ale Americii                                                                 | Fantasy adventure                                 |
| Lupin the 3rd: The Golden Legend of Babylon         | Seijun Suzuki, Shigetsu Yoshida         |                                                               | Japonia                                                                                    | Anime film                                        |
| Pee-wee's Big Adventure                             | Tim Burton                              | Paul Reubens                                                  | Statele Unite ale Americii                                                                 | Adventure comedy                                  |
| Red Sonja                                           | Richard Fleischer                       | Brigitte Nielsen, Arnold Schwarzenegger, Sandahl Bergman      | Statele Unite ale Americii                                                                 | Fantasy adventure                                 |
| Return to Oz                                        | Walter Murch                            | Fairuza Balk, Nicol Williamson, Jean Marsh                    | Statele Unite ale Americii · Regatul Unit al Marii Britanii și al Irlandei de Nord         | Fantasy adventure                                 |
| Runaway Train                                       | Andrei Konchalovsky                     | Jon Voight, Eric Roberts, Rebecca De Mornay                   | Statele Unite ale Americii                                                                 | Adventure drama                                   |
| Santa Claus: The Movie                              | Jeannot Szwarc                          | David Huddleston, Dudley Moore, John Lithgow                  | Statele Unite ale Americii · Regatul Unit al Marii Britanii și al Irlandei de Nord         | Family-oriented adventure                         |
| Spies Like Us                                       | John Landis                             | Chevy Chase, Dan Aykroyd, Steve Forrest                       | Statele Unite ale Americii                                                                 | Adventure comedy                                  |
| Wills & Burke                                       | Bob Weis                                | Garry McDonald, Kim Gyngell, Jonathan Hardy                   | Australia                                                                                  | Adventure comedy                                  |
| 1986                                                |                                         |                                                               |                                                                                            |                                                   |
| Allan Quatermain and the Lost City of Gold          | Newt Arnold, Gary Nelson                | Richard Chamberlain, Sharon Stone, James Earl Jones           | Statele Unite ale Americii                                                                 | [ 87 ]                                            |
| An American Tail                                    | Don Bluth                               | Phillip Glasser, Dom DeLuise, Nehemiah Persoff                | Statele Unite ale Americii                                                                 | Family-oriented adventure                         |
| Biggles: Adventures in Time                         | John Hough                              | Neil Dickson, Alex Hyde-White, Fiona Hutchinson               | Regatul Unit al Marii Britanii și al Irlandei de Nord                                      | Fantasy adventure, war adventure                  |
| Castaway                                            | Nicholas Roeg                           | Oliver Reed, Amanda Donohoe                                   | Regatul Unit al Marii Britanii și al Irlandei de Nord                                      | Adventure drama                                   |
| Castle in the Sky                                   | Hayao Miyazaki                          |                                                               | Japonia                                                                                    | Fantasy adventure                                 |
| The Clan of the Cave Bear                           | Michael Chapman                         | Daryl Hannah, Pamela Reed, James Remar                        | Statele Unite ale Americii                                                                 | Adventure drama                                   |
| Firewalker                                          | J. Lee Thompson                         | Chuck Norris, Louis Gossett, Jr., Melody Anderson             | Statele Unite ale Americii                                                                 | Adventure comedy                                  |
| The Golden Child                                    | Michael Ritchie                         | Eddie Murphy, Charles Dance, Charlotte Lewis                  | Statele Unite ale Americii                                                                 | Adventure comedy                                  |
| Jake Speed                                          | Andrew Lane                             | Wayne Crawford, Dennis Christopher, Karen Kopins              | Statele Unite ale Americii                                                                 | Adventure comedy                                  |
| King Kong Lives                                     | John Guillermin                         | Peter Anthony Elliott, Brian Kerwin, Linda Hamilton           | Statele Unite ale Americii                                                                 | [ 96 ]                                            |
| Labyrinth                                           | Jim Henson                              | Jennifer Connelly, David Bowie                                | Statele Unite ale Americii                                                                 | Fantasy adventure                                 |
| The Mosquito Coast                                  | Peter Weir                              | Harrison Ford, Helen Mirren, River Phoenix                    | Statele Unite ale Americii                                                                 | Adventure drama                                   |
| Pirates                                             | Roman Polanski                          | Walter Matthau, Damien Thomas, Richard Pearson                | Franța · Tunisia                                                                           | Adventure comedy                                  |
| Shanghai Surprise                                   | Jim Goddard                             | Sean Penn, Madonna, Paul Freeman                              | Statele Unite ale Americii                                                                 | [ 100 ]                                           |
| Solarbabies                                         | Alan Johnson                            | Richard Jordan, Jami Gertz, Jason Patric                      | Statele Unite ale Americii                                                                 | Science fiction adventure                         |
| SpaceCamp                                           | Harry Winer                             | Kate Capshaw, Lea Thompson, Kelly Preston                     | Statele Unite ale Americii                                                                 | Space adventure                                   |
| Star Trek IV: The Voyage Home                       | Leonard Nimoy                           | William Shatner, Leonard Nimoy, DeForest Kelley               | Statele Unite ale Americii                                                                 | Space adventure                                   |
| 1987                                                |                                         |                                                               |                                                                                            |                                                   |
| Armour of God                                       | Jackie Chan, Eric Tsang                 | Jackie Chan, Alan Tam, Maria Dolores Forner                   | Hong Kong                                                                                  | Adventure comedy                                  |
| Benji the Hunted                                    | Joe Camp                                | Benji, Red Steagall, Nancy Francis                            | Statele Unite ale Americii                                                                 | Family-oriented adventure                         |
| A Chinese Ghost Story                               | Ching Siu Tung                          | Leslie Cheung, Wong Tsu Hsien, Wu Ma                          | Hong Kong                                                                                  | Fantasy adventure                                 |
| The Chipmunk Adventure                              | Janice Karman                           |                                                               | Statele Unite ale Americii                                                                 | [ 107 ]                                           |
| Ishtar                                              | Elaine May                              | Warren Beatty, Dustin Hoffman, Isabelle Adjani                | Statele Unite ale Americii                                                                 | Adventure comedy                                  |
| Jane and the Lost City                              | Terry Marcel                            | Sam J. Jones, Maud Adams, Kristen Hughes                      | Regatul Unit al Marii Britanii și al Irlandei de Nord                                      | Adventure comedy                                  |
| The Princess Bride                                  | Rob Reiner                              | Cary Elwes, Robin Wright, Mandy Patinkin                      | Statele Unite ale Americii                                                                 | Adventure comedy, romantic adventure              |
| 1988                                                |                                         |                                                               |                                                                                            |                                                   |
| The Adventures of Baron Munchausen                  | Terry Gilliam                           | John Neville, Sarah Polley, Eric Idle                         | Regatul Unit al Marii Britanii și al Irlandei de Nord                                      | Fantasy adventure                                 |
| The Bear                                            | Jean-Jacques Annaud                     | Tchéky Karyo, Jack Wallace                                    | Franța                                                                                     | Adventure drama                                   |
| The Big Blue                                        | Luc Besson                              | Jean-Marc Barr, Jean Reno, Rosanna Arquette                   | Franța · Statele Unite ale Americii                                                        | Romantic adventure, sea adventure                 |
| Bloodstone                                          | Dwight H. Little                        | Brett Stimely, Anna Nicholas, Rajinikanth                     | Statele Unite ale Americii                                                                 | [ 114 ]                                           |
| Cobra Verde                                         | Werner Herzog                           | Klaus Kinski, King Ampaw, Jose Lewgoy                         | Germania de Vest                                                                           | Adventure drama                                   |
| The Deceivers                                       | Nicholas Meyer                          | Pierce Brosnan, Saeed Jaffrey, Shashi Kapoor                  | India · Regatul Unit al Marii Britanii și al Irlandei de Nord · Statele Unite ale Americii | Adventure drama                                   |
| El Dorado                                           | Carlos Saura                            | Francisco Algora, Omero Antonutti, Gerardo Arce               | Spania · Franța                                                                            | Adventure drama                                   |
| The Further Adventures of Tennessee Buck            | David Keith                             | David Keith, Kathy Shower, Brant Van Hoffman                  | Statele Unite ale Americii                                                                 | Adventure comedy                                  |
| The Gods Must Be Crazy 2                            | Jamie Uys                               | N!xau, Lena Farugia, Hans Strydom                             | Africa de Sud · Statele Unite ale Americii · Botswana                                      | Adventure comedy                                  |
| Gorillas in the Mist                                | Michael Apted                           | Sigourney Weaver, Bryan Brown, Julie Harris                   | Statele Unite ale Americii                                                                 | Adventure drama                                   |
| My Neighbor Totoro                                  | Hayao Miyazaki                          | Chika Sakamoto, Noriko Hidaka, Hitoshi Takagi                 | Japonia                                                                                    | Family-oriented adventure                         |
| The Navigator: A Medieval Odyssey                   | Vincent Ward                            | Bruce Lyons, Chris Haywood, Hamish McFarlane                  | Australia · Noua Zeelandă                                                                  | Fantasy adventure                                 |
| Willow                                              | Ron Howard                              | Val Kilmer, Joanne Whalley, Warwick Davis                     | Statele Unite ale Americii                                                                 | Fantasy adventure                                 |
| 1989                                                |                                         |                                                               |                                                                                            |                                                   |
| The Abyss                                           | James Cameron                           | Ed Harris, Mary Elizabeth Mastrantonio, Michael Biehn         | Statele Unite ale Americii                                                                 | Science fiction adventure                         |
| The Adventures of Milo and Otis                     | Masanori Hata                           | Dudley Moore                                                  | Japonia · Statele Unite ale Americii                                                       | Family-oriented adventure                         |
| Babar: The Movie                                    | Alan Bunce                              |                                                               | Canada · Franța                                                                            | Family-oriented adventure                         |
| Back to the Future Part II                          | Robert Zemeckis                         | Michael J. Fox, Christopher Lloyd, Lea Thompson               | Statele Unite ale Americii                                                                 | Science fiction adventure                         |
| Bill & Ted's Excellent Adventure                    | Stephen Herek                           | Keanu Reeves, Alex Winter, George Carlin                      | Statele Unite ale Americii                                                                 | Science fiction adventure                         |
| Cheetah                                             | Jeff Blyth                              | Keith Coogan, Lucy Deakins                                    | Statele Unite ale Americii                                                                 | Adventure drama                                   |
| Crusoe                                              | Caleb Deschanel                         | Aidan Quinn, Ade Sapara, Elvis Payne                          | Statele Unite ale Americii · Regatul Unit al Marii Britanii și al Irlandei de Nord         | Adventure drama                                   |
| Erik the Viking                                     | Terry Jones                             | Tim Robbins, Gary Cady, Mickey Rooney                         | Regatul Unit al Marii Britanii și al Irlandei de Nord · Statele Unite ale Americii         | Fantasy adventure                                 |
| Indiana Jones and the Last Crusade                  | Steven Spielberg                        | Harrison Ford, Sean Connery, Denholm Elliott                  | Statele Unite ale Americii                                                                 | Adventure comedy                                  |
| The Return of the Musketeers                        | Richard Lester                          | Michael York, Oliver Reed, Frank Finlay                       | Franța · Spania · Regatul Unit al Marii Britanii și al Irlandei de Nord                    | [ 133 ]                                           |
| Star Trek V: The Final Frontier                     | William Shatner                         | William Shatner, Leonard Nimoy, DeForest Kelley               | Statele Unite ale Americii                                                                 | Space adventure                                   |